# 阿爾卡季·盧森堡
阿尔卡季·卢森堡（英語：Arkady Luxemburg）是最多产和最着名的摩尔多瓦裔美国作曲家中之一
。
他在前苏联摩尔多瓦基什尼奧夫音乐学院获得文学硕士学位，并获得钢琴演奏、作曲和音乐理论学位。他曾在世界各地的各种机构担任讲师、音乐会钢琴家和伴奏者，包括摩尔多瓦音乐学院、摩尔多瓦音乐学院、摩尔多瓦音乐学院、聖地牙哥州立大學、聖地牙哥梅萨学院（Mesa College）、加州芭蕾舞团（California Ballet），和大卫耶林学院（David Yellin College）。他的几个学生已经成为世界知名的表演者，包括Oleg Maisenberg和Mark Seltzer。
他撰写了數本关于音乐理论与和絃的着作，並于1967年获得摩尔多瓦年度作曲家奖。他是美国作曲家联盟（the Union of Composers and）和ASCAP的成员。
他的着名交响乐作品包括《Sinfonietta》、《弦乐交响曲》、《钢琴与管弦乐队的两场协奏曲》、《大提琴与管弦乐队的协奏曲》，《春天的旋律》交响幻想曲。着名钢琴独奏作品包括《Aquarelie》、《纪念肖斯塔科维奇》、《纪念格什温》、《奏鸣曲》、《奏鸣曲》、《蓝调》、《前奏曲》。
他的大部分作品都被录制下来，並固定在捷克和斯洛伐克聯邦共和國、前苏联、罗马尼亚、匈牙利、以色列、法国和美国出版和播放。1995年起，他一直居住在加利福尼亚州聖地牙哥，在那他继续担任演奏家、作曲家和大學講師。